# Moto Emilia
Moto Emilia is een historisch merk van motorfietsen.
Italiaans merk, gevestigd in Bologna, dat vanaf 1953 verschillende motormodellen op de markt bracht. Er waren toermotoren met 175 cc kopklepmotoren en een sportversie met bovenliggende nokkenas. De Super Sport had zelfs twee bovenliggende nokkenassen. Deze constructie moet de machine uitgesproken duur gemaakt hebben. 